# Oestranthrax zimini
Oestranthrax zimini är en tvåvingeart som beskrevs av Paramonov 1934. Oestranthrax zimini ingår i släktet Oestranthrax och familjen svävflugor. Inga underarter finns listade i Catalogue of Life.